# 佐洛塔里夫卡 (科澤利希納區)
49°12′51″N 34°10′49″E / 49.21417°N 34.18028°E
佐洛塔里夫卡（烏克蘭語：Золотарівка），是烏克蘭中部的村莊，隸屬波爾塔瓦州的波爾塔瓦區。該村處於大科別利亞喬克河右岸，分別距離德拉比尼夫卡2.5公里和米季亞尼夫卡1.5公里，海拔高度74米，2001年人口122。